# M80 (Машрік)
M80 — основний шлях зі сходу на захід у міжнародній мережі доріг Арабського Машріку, що з’єднує міста Манама та Джидда. Дорога починається в Манамі, а потім пролягає через Даммам, Ер-Ріяд і Мекку до Джидди. Дорога пролягає через дві країни, а саме Бахрейн і Саудівську Аравію.

## Номери національних доріг
Шлях M80 пролягає зі сходу на захід наступними номерами національних доріг:
| Номер             | Маршрут                    |
| Бахрейн           | Бахрейн                    |
| ----------------- | -------------------------- |
| -                 | Манама - Саудівська Аравія |
| Саудівська Аравія |                            |
| 40                | Бахрейн - Джидда           |